# 日本写真史
日本写真史（にほんしゃしんし）とは、日本における写真の歴史で、本稿ではその概要を述べる。

## 写真の「輸入」

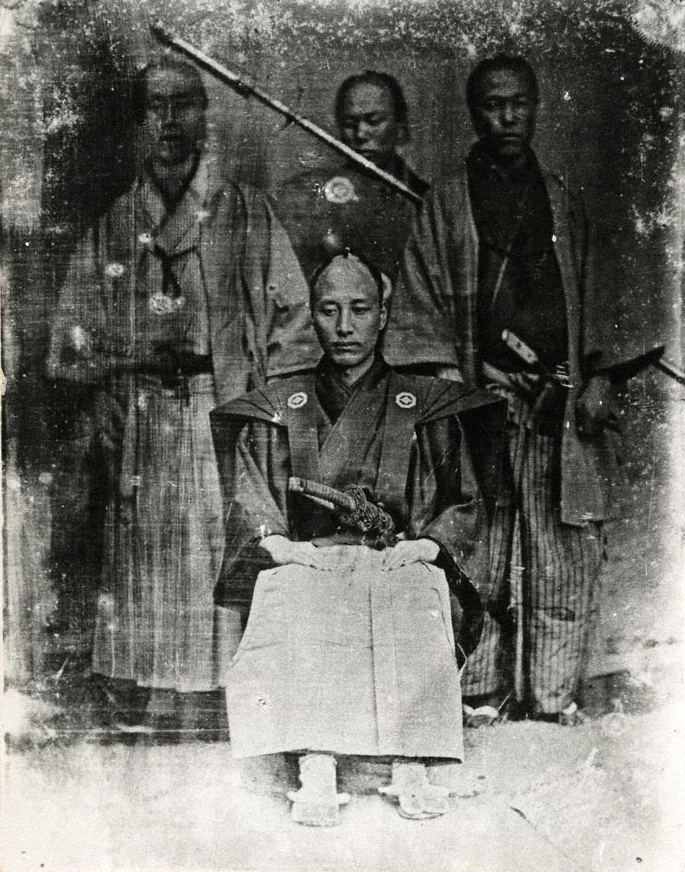
エリファレット・ブラウン・ジュニアによる松前藩家老の松前勘解由と従者。江戸時代末の1854年、ペリーの箱館来航時に撮影。日本最古の銀板写真の一つで重要文化財。

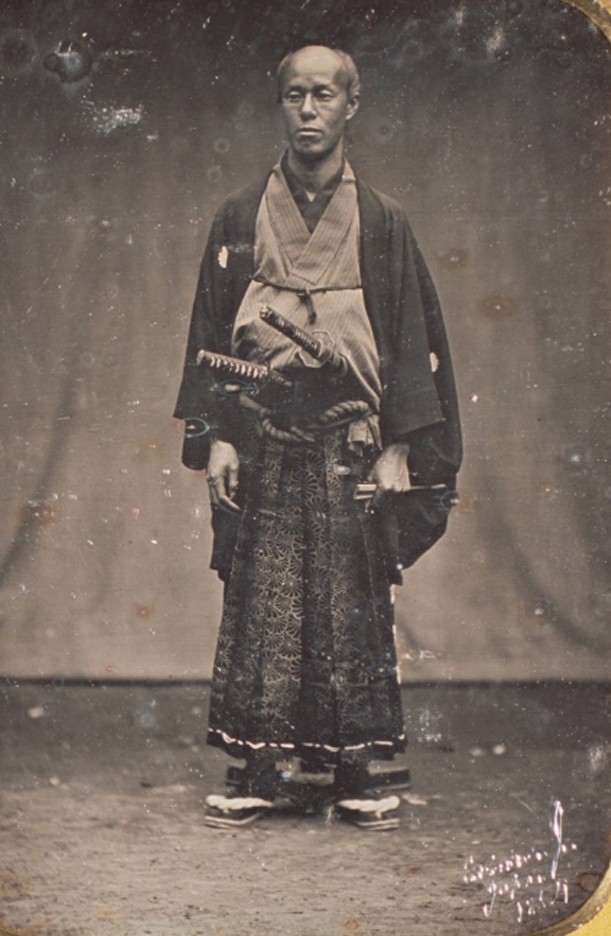
エリファレット・ブラウン・ジュニアによる浦賀奉行所与力・田中光儀像（1854年撮影）。ペリーの浦賀来航時に撮影。日本最古の銀板写真の一つで重要文化財。長時間露光のブレ対策の首おさえの台が確認できる。

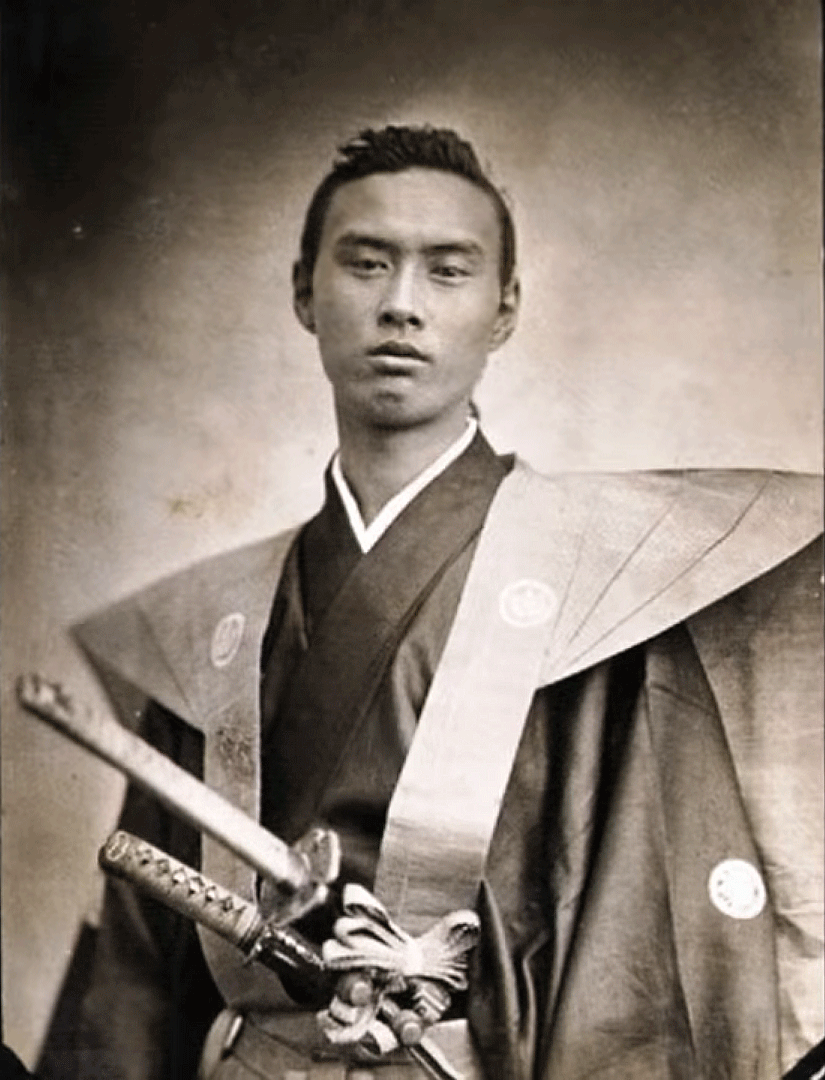
池田長発（1864年）

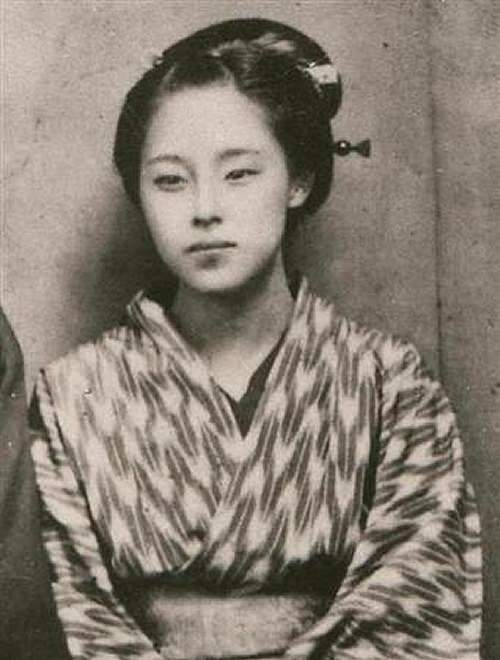
楠本高子（1872年）

銀板写真が発明されたのは1839年であるが、その4年後の1843年にはオランダ船により長崎に日本最初の写真機材が持ち込まれている。当時長崎の御用商人で蘭学者あった上野俊之丞（上野彦馬の父）は、その機材をスケッチしているが、機材自体は持ち帰られた。
1848年には島津斉彬が銀板写真機材を入手し、市来四郎らに研究を命じているが、銀板写真は薬剤の調製が難しく、市来および、薩摩藩士宇宿彦植右衛門が写真撮影に成功したのは1857年9月17日と言われている。

## 幕末・明治の写真
1852年にアメリカを出港したマシュー・ペリーの艦隊には、写真家のエリファレット・ブラウン（Eliphalet M. Brown, Jr.）が加わっていた。ブラウンはダゲレオタイプ（銀板写真）の技術によって人物や日本各地の風景を撮影した。そのうち人物写真6点が現存しており、日本最古の写真とされる。横浜に近い石川郷（横浜市中区石川町）の名主は、ブラウンが「写真鏡」を用いて撮影をおこなった様子を記している。
1860年の始め、もともと中国で写真館を経営していたオリン・フリーマンが横浜で日本最初の写真館を開いた。翌1861年、フリーマンの機材一式を購入した鵜飼玉川が江戸薬研堀で日本人による最初の写真館を開いた。日本の写真の祖として知られる上野彦馬は、長崎医学伝習所で化学の視点から写真術の研究を行っていたが、来日したネグレッティ&ザンブラ社（Negretti and Zambra）の特派員でプロの写真家であったピエール・ロシエから、本格的に湿式写真を学んだ。1862年には長崎に上野撮影局を開業するが、ここで撮影された坂本龍馬の肖像写真は有名である。同年には、横浜在住のアマチュア写真家であったジョン・ウィルソンの機材を譲り受けた下岡蓮杖も写真館を開業している。1863年には堀与兵衛（大坂屋与兵衛）が京都の寺町通に写場を開設し、1864年にはロシア領事ヨシフ・ゴシケーヴィチから学んだ木津幸吉が箱館で、上野の弟子である富重利平も1866年に柳川で開業した。その後、彼は熊本に移り、西南戦争の跡や、熊本の風物、人物を撮影している。島霞谷も幕末の1862（文久2）年頃に江戸下谷で写真館を開いており、妻の島隆は日本最初の女流写真家となった。
1867年に市田左右太が京都で写真館開店（1870年に神戸へ進出し、1882年に元町に移転）。1868年（慶應4年）には横山松三郎が江戸両国に写真店を開業し、その後上野に移り「通天楼」と号して営業した。同年、上野彦馬の弟子の内田九一が大阪で写真館を開き、横浜・東京にも進出して、1872年に宮内省御用掛の写真師第1号として明治天皇の肖像写真を撮影し有名になった。
同じく慶應4年の新聞には呉竹亭と名乗る人物の写真術個人教授の広告が登場した。
明治に入り、1870年には神田柳町（現・神田須田町2丁目）に沢崎錦栄写真所が開業する。翌1871年には横山の弟子の北庭筑波（伊井蓉峰の父）が浅草花屋敷に写真館を開き、1874年に鵜飼玉川門下の深澤要橘の写真講座をもとに日本初の写真誌『脱影夜話』を創刊し（のち『ホトグラヒー』『写真雑誌』と誌名変遷）、写真ジャーナリズムの先駆けとなった。同じく1871年には北庭の助言で浅沼藤吉が日本最初の写真材料店浅沼商会を日本橋呉服町に創設、1875年には初の国産台紙の製造販売を開始する。1873年には横浜居留地で写真業を営んでいたスチルフリードが有料写真講習を開始し、1874年には下岡の弟子鈴木真一が横浜に写真館を開業した。
幕末・明治初期の写真に大きな影響を与えたのがフェリーチェ・ベアトである。ベアトは1863年から1884年まで日本に暮らしたが、日本の水彩画の技法を取り入れた着色写真で有名である。ライムント・フォン・シュティルフリートも写真術をベアトに学び、写真館シュティルフリート・アンド・アンデルセン（「日本写真社」とも）を作った。ベアトの弟子の日下部金兵衛が発売した螺鈿細工や蒔絵を表紙に施した豪華なアルバムは、「横浜写真」と呼ばれ、有力な輸出商品となった。彼らの写真にはヌード写真もあり、日本人の好事家用のポルノ系ヌード写真もあった。
明治9年（1876年）、日本における最初の写真版権保護に関する立法が、写真条例として制定された（明治9年太政官布告90号）。その第1条には「凡ソ人物山水其他ノ諸物象ヲ写シテ願出ツルトキハ五年間専売ノ権ヲ与フヘシ之ヲ写真版権と称ス」とある。同年、横山を教官に、陸軍士官学校で写真教育が開始され、横山は1878年に日本初の空撮を行なった。1882年には銀座で写真館を経営していた二見朝隈の支援で深沢要橘が『写真新報』を創刊した。
1883（明治16）年に東京・浅草の写真師江崎礼二がイギリスから輸入したジョゼフ・スワン考案のゼラチン乾板を使って、隅田川での海軍による水雷爆発の瞬間を撮影した。それまでのコロディオン湿板法での撮影には秒単位の露出が必要で、なおかつ撮影現場で感光板を調製しなくてはならなかったのに対して、これは感光度が圧倒的に早く、撮影対象が大幅に拡大したことと、撮影現場での暗室を不要とした工業生産品であることの2点によって革新的であった。このゼラチン乾板の登場により、高度な知識と技術的熟練を要した写真撮影が容易になり、専門家である写真師だけでなく、一般の愛好家も増えていった。
明治20年（1887年）、写真条例が廃止され、写真版権条例が制定された。写真版権条例（明治20年勅令79号）では写真とは「凡ソ光線ト薬品トノ作用ニヨリ人物器物景色其他物象ノ真形ヲ写シタルモノ」をいい、写真版権は写真を発行してその利益を享有する権をいった（第1条）。写真版権は写真師に属し（第2条）、人物写真以外の写真は版権登録が保護の要件とされた（第3条）。保護期間は登録の日から10年（第6条）。明治32年著作権法の制定とともに廃止された。1889年には、当時の有名写真師や在日外国人の写真愛好家などにより、日本初の写真団体日本寫眞會が発足した。
明治27年（1894年）、日清戦争において陸地測量部従軍写真班の小倉倹司が、従来の乾板に代わりフィルムを使用した撮影を行った。これが日本におけるフィルム使用の最初ではないかといわれている。
同じく1894年には日本最古の写真専門学校と言われる「写真講習所仮場」が創設され、1902年には「女子写真伝習所」が設立された。当時写真は西洋の先端的な科学技術であるとともに、人間の思考や社会に深く関わる「知」として日本の社会に受容され浸透していった。

## 20世紀前半の状況

### 芸術写真の時代
日本における芸術写真の始まりは、1905年ごろと考えられる。まず、ゆふつヾ社が1904年に結成され（秋山轍輔、加藤精一ら）、次第に、芸術写真に向かっていった。ゆふつヾ社の流れで東京写真研究会が1907年に結成され、その展覧会である「研展」（けんてん）が開催される中、野島康三ら芸術写真の代表的な写真家が登場してきた。一方関西では、浪華写真倶楽部が1904年に結成され、その展覧会である「浪展」（なみてん）が開催され、米谷紅浪ら芸術写真の代表的な写真家が登場してきている。1910年代には芸術写真は日本の写真の中では主流化し、野島らが大いに活躍する。
1920年代には、1921年に大阪で写真研究家の上田竹翁とその次男箸尾文雄、写真家の不動健治らがまず「藝術冩眞社」を興し、その後商業雑誌『藝術冩眞』を刊行した。竹翁はピクトリアリスムの理論家、ホースレイ・ヒントンの主著の翻訳者でもあり、彼自身も写真技術に関する夥しい数の著書、訳書を持ち、1920年に『写真術百科大辞典』という、上巻のみで五百二十五ページに及ぶ大著を著わしている。1910年代にパリに赴いたのち帰国した福原信三も、1921年に竹翁らに遅れて同人誌、『写真芸術』を創刊（1923年まで）し、1922年に写真集『巴里とセイヌ』を刊行した。特に、『巴里とセイヌ』は日本の芸術写真の代表作といえる。福原は他にも、『光と其諧調』（1923年）などを刊行している。
その他、「ベス単派」と（光大派、表現派とも）呼ばれるような、高山正隆、山本牧彦、渡辺淳ら（中島謙吉の『カメラ』『芸術写真研究』（いずれも、アルスから刊行。前者は1921年創刊、後者は1922年創刊）または光大社から出てきた）も芸術写真の作品を制作して活躍した。
なぜ芸術写真が起こったのかであるが、これはもともと写真技術を科学技術ととらえる見方が強かったのに対し、英国でこれを独立した芸術分野として確立しようとする運動が起こったのを嚆矢とする。絵画を模倣したものであるというのは誤解である。写真技術によって、それまで唯一視覚的な写実表現に携わっていた絵画が、その存在意義を問い直された結果、決して写真に写るものが人間が視覚を通じて認識しているものの実際のあり方ではないという批判が起こった。現実には、写真機が写すのは事物のフォルムだけであり、認知のために重要なものとそうでないものを区別しつつ、対象のイデーを感知する人間の視覚は、むしろ絵画表現によってこそ再現されるという立場もあった。そうした反論も意識しつつ、写真機によって写されたものを改良し、芸術としてより高めようと試みたのがそもそもの芸術写真である。
1923年の関東大震災をも1つの契機として、1920年代中ごろから、都市化、近代化が著しく進行し、日本における前衛美術の展開も活発化し、写真の分野でも、芸術写真の枠を超える先鋭化した表現が技術的にも可能になってきた（芸術写真だけが、唯一取り得る、芸術的な写真表現ではなくなった）。また、欧米においてストレートフォトグラフィやノイエ・フォトの傾向が顕著になってきていた。これらを受け、淵上白陽ら（日本光画芸術協会）の「構成派」を経由して、そのような新しい表現を用いた作品が徐々に出始め、新興写真への道が、開かれていった。なお、日本の写真の主流が芸術写真から新興写真へ移行した後も、芸術写真はなくなることなく、必ずしも太い流れではないが、戦後へと確実に継続している。

### 新興写真の時代
新興写真の始まりの時期をどこに置くかであるが、1930年代には、明確に定着しているが、上記のとおり、「構成派」の時代（淵上白陽ら）、すなわち、1930年よりはもう少し早く、関東大震災後の1920年代半ばくらいを始まりとすることが考えられる。
以降、怒涛のように、新興写真への動きが始まる。まず、中山岩太が1927年に帰国し、1930年には芦屋カメラクラブを結成する（ハナヤ勘兵衛、松原重三ら）。やはり、1930年には、「新興写真研究会」が木村専一、堀野正雄、伊達良雄、渡辺義雄らにより結成され、さらに、1930年には、浪華写真倶楽部を母体として丹平写真倶楽部が結成されている（メンバーは上田備山、椎原治、平井輝七、安井仲治ら）。
1931年には、独逸国際移動写真展（ドイツ・シュトゥットガルトで開催された「Film und Foto」展の写真部門の日本巡回展）が開催され、日本の写真家たちに決定的な影響を与えている。
新興写真の具体的な作品としては、堀野の写真集『カメラ・眼×鉄・構成』は1932年、小石清の写真集『初夏神経』は1933年（浪展における作品の発表は1932年）、渡辺義雄のシリーズ「カメラ・ウヮーク」は1932年（雑誌『フォトタイムス』に発表）と、相次いでいる。また、1933年には、野島の「写真の女の顔・20点」（銀座・紀伊國屋）という展覧会が開催されており、野島の作品がこの時期には芸術写真から新興写真へと移行していることを示している。
また、雑誌『光畫（光画）』（野島、中山、木村伊兵衛ら）は1932年-1933年の刊行であり、第1号に掲載された伊奈信男の論文「写真に帰れ」は、新興写真を称揚する内容となっている。
新興写真の大きな流れの中、一部は、社会性に富む報道写真として分化していった。残りについては、その写真表現が次第により先鋭化し、1930年代後半にかけて、前衛写真と呼べるようなものになっていき、各地に、そのような傾向の集団が登場してくる。具体的には、以下のようなグループである。
- 1937年「アヴァンギャルド造影集団」（花和銀吾、平井輝七、本庄光郎、樽井芳雄ら）
- 1938年「前衛写真協会」（瀧口修造、永田一脩ら）
- 1939年「ナゴヤ・フォトアバンガルド」（坂田稔、下郷羊雄、山本悍右ら）
- 1939年「ソシエテ・イルフ」（高橋渡ら）

新興写真はこのように、報道写真や前衛写真へと転化していったわけだが、後者については、前衛に対する政府の弾圧、技巧（技術）偏重による表現の行き詰まり、社会性からの乖離と社会性を要求する外的圧力、戦時におけるアマチュアとしての限界などの問題が生じ、太平洋戦争の中、あえなく散ってしまうことになる。このことは決定的・徹底的なことであり、ごく一部の例外を除き、戦後の前衛的な写真表現との断絶が見られる。
こうして、新興写真は、事実上、報道写真へと解消されていくことになる。
新興写真を代表する写真家として、すでに挙がっていない者としては、植田正治、桑原甲子雄、瑛九、恩地孝四郎、福田勝治、金丸重嶺などがいる。

### 報道写真の時代
この時期の報道写真の大きな特徴としては、社会性の（極端なまでの）重視と、従来の写真とは異なり、アマチュアを排したプロの世界となっているという点を挙げることができる。
先に紹介した伊奈信男の論文「写真に帰れ」（雑誌『光畫』第1号（1932年）掲載）は、そもそも、報道写真（社会性）優位の主張を内包していたといってよく、この時点にすでに報道写真の時代への萌芽があったといえる。偶然にも、以降の報道写真の時代を牽引する代表的写真家・編集者の1人である名取洋之助がドイツから帰国したのも、同じ1932年であった。
また、報道写真は出版メディアとの連携が必須であり、特に新聞（単なる「ニュース写真」にとどまる）を超えるものが必要であるが、日本初のグラフ雑誌である『アサヒグラフ』は1923年に創刊しており、これが『LIFE』の創刊（1936年）よりかなり前であるという点については、注目しておく必要がある（大久保好六等が活躍）。しかし、写真を中心に据える出版メディアが本格化するのは、以下のとおり、1930年代半ばである。
名取洋之助を中心に、伊奈信男、木村伊兵衛、原弘、岡田桑三らが日本工房を設立したのは1933年、意見の相違を原因とする伊奈、木村、原、岡田ら（すなわち設立メンバーのほとんど）の脱退を受け、1934年に第2次日本工房となり（土門拳、河野鷹思、亀倉雄策、山名文夫、藤本四八らが加わった）、同年に、世界的なレベルの本格的グラフ雑誌として日本では最初のものである、対外宣伝誌『NIPPON』が創刊された（1944年までに36号を刊行。渡辺義雄や堀野正雄の写真も掲載された）。一方、日本工房脱退組を中心に、1934年に中央工房が設立され、1941年に東方社となり（渡辺義雄、菊池俊吉、濱谷浩、渡辺勉、光墨弘、大木実、林重男、薗部澄らも参加）、1942年に雑誌『FRONT』を創刊した。『FRONT』では、ソ連の『CCCP НА СТРОЙКЕ（建設のソ連邦・ソ連邦建設）』（1930年創刊）に範を取った大胆な紙面構成（レイアウト等）のもと、フォトモンタージュの技法などが駆使され、その芸術的・表現的な点からのみ評価すれば、戦前の日本のグラフ雑誌の頂点ということができる（1945年までに、10冊が制作され、うち9冊が刊行された）。
これ以外にも、「青年報道写真研究会」が1938年に、土門、濱谷、藤本四八、光墨弘、加藤恭平（東京工芸社または東京光芸社）、田村茂らにより結成されたり、雑誌『写真週報』が1938年に内閣情報部により創刊されたり、1940年には、「日本報道写真家協会」が土門拳らによって結成されたりすることで、戦時に向かって、政府の恣意的な庇護の元、報道写真はその一時的な（独占的）繁栄を謳歌することになる。
その繁栄の中で、報道写真は、新興写真を飲み込んでいき、アマチュア写真家や芸術写真・前衛写真を社会性がないとして排斥していく。しかし、報道写真そのものも、最終的には戦争に飲み込まれ、その自由をほぼ失ってしまう。その理由は、日本における報道写真の「社会性」の脆弱さゆえだけではなく、本質的に、「社会性」には、そもそも、社会にからめとられるという弱点が内包されていることによる。
報道写真のこのような動きは、戦争加担という評価を免れることができないものの、同時に、時勢にあらがうことができず、戦時において生き残るためにやむをえないことであったという評価もできる。ただ、その中で、濱谷浩や土門拳のように、自らその流れから脱落し、別な切り口で社会を見つめる独自の世界へ向かう展開も見られた。
一方、社会性がないとされた写真家は時代に歪められていった。器用さのない者は自己の世界に閉じこもらざるをえず（中山岩太）、器用な者は自己の世界の（部分的な）放棄や転向や分裂（シリーズ「半世界」（1940年）vs.「写真週報」など）を余儀なくされる（小石清）。また、沈黙に向かう者もいた（野島康三）。この中で、安井仲治は、写真の多様性を認めつつ、時代に屈せずに、従来からの姿勢を変えない代表的な写真家だったといえよう（例えば、シリーズ『流氓（るぼう）ユダヤ』（1941年））。ただ、安井も1942年には他界してしまい、このような動きはほぼ途切れた。しかし、その死により、政府のより厳しい追及を受けずにすんだということを考えると、皮肉ではあるが、安井の早い死は、かえって彼自身にとっては幸福だったといえるかもしれない。
不思議なことに、報道写真だけが、戦後に、戦争加担という非難をもってしてもつぶされることなく、太い流れで明確に継続することになる。写真の歴史という観点から見れば、この時期の報道写真については、「戦争加担」という非難が該当するというよりも、報道写真家と呼べないような写真家（報道写真家から言わせれば、「社会性」の欠如した写真家たち）を排斥したこと（多様性という芽を摘んでしまったこと）に、より多くの問題があったとも考えられる。そして、このような「排斥」は、やや形を変えて、戦後もある期間継続することとなる。

## 20世紀後半から21世紀にかけての状況

### 土門拳・木村伊兵衛の時代
この節の出典:
木村伊兵衛、土門拳、濱谷浩は、それぞれ戦時下で軍政にプロパガンダ写真の制作を強要された苦い経験を自ら克服し、新しい姿勢で写真活動に復帰した。木村は洒脱な作品を雑誌『アサヒカメラ』などに発表し、土門はグラフ・ジャーナリストの信を問う「絶対非演出」のリアリズム写真の制作に励んだ。また濱谷は戦中の疎開先で撮影した『雪国』を発表、日本人の暮らしの美学を示した。戦後の出版ブームに歩調をあわせた林忠彦は「カストリ雑誌」でたくましく復興する戦後を描き、秋山庄太郎や大竹省二は新しいファッションや芸能、芸術の世界へと分け入り、三木淳は『ライフ』誌のスタッフ写真家として国際的に活躍した。

### VIVOの時代
この節の出典:
1950年代末、シカゴのニュー・バウハウスで学んだ石元泰博の個展が開かれたり、川田喜久治、佐藤明、丹野章、東松照明、奈良原一高、細江英公が自主的な制作活動の拠点としてのグループ「VIVO(ビボ)」を結成し、全員が活発な写真表現を展開するなど、いずれも後進に大きな影響を与える。

### PROVOKE以降の状況
この節の出典:
1960年代には、ファッション性豊かな雑誌が次々と創刊された。そうした雑誌では、立木義浩、篠山紀信、横須賀功光、早崎治らが活躍。またテレビ時代に突入したとはいえ、なおも社会的な影響力を大いにもっていたグラフ・ジャーナリズムの面では、『岩波写真文庫』で名取洋之助に鍛えられた長野重一、富山治夫､桑原史成、英伸三が活躍した。この時代はまたアメリカのロバート・フランクやパリのウィリアム・クラインに触発された作品も制作されるようになる。こうした流れのなかで、高梨豊、中平卓馬、森山大道らは『PROVOKE(プロヴォーク)』を1968年に刊行、若者を中心に自己同一性追求を軸とする新しい写真意識の世代層が形成されるに至った。この世代は、雑誌『カメラ毎日』に紹介されたアメリカの同時代写真家展のタイトルと呼応してコンポラ写真家といわれ、その活動と影響は1970年代から1980年代にまで至る。

### 1980年代・1990年代（平成以降）の新しい表現者たち
この節の出典:
1970年代末に現れた、写真作品を絵画作品同様、芸術品として展示販売するツァイト・フォト・サロンやフォト・ギャラリー・インターナショナルなどは、印刷メディアから写真作品を独立させ、写真家の意識を変革させ、写真美術館の設立を求める気運となって、1980年代末以降、川崎、横浜、東京などに相次いで写真部門をもつ美術館が開館した。なかでも入江泰吉記念奈良市写真美術館は古都の美を撮り続けた入江泰吉の記念館であり、酒田市の土門拳記念館に続く写真家個人をたたえる施設として設けられた。
植田正治や杉本博司、柴田敏雄らは完成度の高い作画力とユニークな視点で、内外で高く評価された。そして1980年代、1990年代を貫いてもっとも際だったのは荒木経惟である。「アラーキー」の異名とともに現代日本を代表する写真家となった。さらに現代美術と重なり合う写真表現の場が目覚ましい成果を示したのもこの時代である。自身の変幻を写真にする森村泰昌はその代表であり、国際的な名声を博している。また写真機材の低廉化もあって若い女性と高齢者の写真ファンやアマチュアが増加するのが1990年代であり、HIROMIX、蜷川実花ら若い人気女性写真家が撮影した「ガーリーフォト」と呼ばれる一傾向も登場した。
1990年代末からはデジタル技術の応用が写真界全般に浸透し、写真の実体的な概念が大きく変わりつつある。デジタルカメラ初期のヒット作カシオ QV-10と世界初のカメラ付き携帯電話は20世紀末に日本で登場した。

### 通史
- 『日本写真史概説 別巻日本の写真家』 岩波書店、1999年11月
- 『日本写真全集』 全12巻 小学館、1985－88年
- 西村智弘『日本芸術写真史』 美学出版、2008年
- 飯沢耕太郎・編『日本の写真家101』 新書館、2008年
- 飯沢耕太郎『深読み!日本写真の超名作100』 パイインターナショナル、2012年

### 渡来から幕末・明治期
- 小沢健志編 『幕末写真の時代』 ちくま学芸文庫、1996年
- 小沢健志 『幕末・明治の写真』ちくま学芸文庫、1997年
- 小沢健志編 『写真で見る幕末・明治』 世界文化社、新版2000年
- 斎藤多喜夫『幕末明治横浜写真館物語』吉川弘文館 (2004/03)
- 梅本貞雄 『写真師たちの幕末維新 日本初の写真史家・梅本貞雄の世界』2014年 国書刊行会 ISBN 978-4-336-05785-3
- 濵畠太 『幕末明治の写真師の軌跡 -日本各地で活躍した幕末明治の写真師を962名収録-』2018年 スターティアラボ ISBN 978-4909745163
- "Photography in Japan 1853 - 1912" by Terry Bennett, Tuttle Publishing, Dec 13, 2013

### 20世紀前半
- 飯沢耕太郎 『芸術写真とその時代』 筑摩書房、1986年
- 飯沢耕太郎 『写真に帰れ 光画の時代』 平凡社、1988年
- 飯沢耕太郎 『増補・都市の視線』 創元社、1989年/ 平凡社ライブラリー、2005年

### 20世紀後半以降
- 『日本の写真家』 全40巻中の後半30巻、岩波書店 1997－99年
- 飯沢耕太郎『戦後写真史ノート 写真は何を表現してきたか』 中公新書、1993年。増補、岩波現代文庫、2008年